# Stazione di Aprigliano
La stazione di Aprigliano è una stazione ferroviaria posta sulla linea Cosenza-Catanzaro Lido. Serve il centro abitato di Aprigliano.

## Movimento
La stazione è servita dai treni delle Ferrovie della Calabria in servizio sulla relazione Cosenza-Marzi.
Purtroppo è una delle tante stazioni in Italia, che ha ancora il tetto in Eternit (amianto, ndr). Quest'ultima considerazione rientra in vari studi epidemiologici che hanno fatto notare un aumento del 56% di tumori (mesotelioma pleurico, ndr) in un raggio di 3 km dal punto di interesse.